# Сыроквашино (Смоленская область)
Сыроквашино — деревня в Краснинском районе Смоленской области России. Входит в состав Мерлинского сельского поселения. Население — 19 жителей (2007 год). 
Расположена в западной части области в 20 км к северо-востоку от Красного, в 8 км южнее автодороги М1 «Беларусь», на берегу реки Ивань. В 6 км севернее деревни расположена железнодорожная станция Вонлярово на линии Москва — Минск.

## История
Упоминается как деревня Сороквашина на военно-топографической карте Российской Империи 1846-1863 гг. Ф. Ф. Шуберта. 
В годы Великой Отечественной войны деревня была оккупирована гитлеровскими войсками в июле 1941 года, освобождена в сентябре 1943 года.